# Непесов, Гаиб Непесович
Гаиб Непесович Непесов (1907—1976) — туркменский советский историк. Академик Академии наук Туркменской ССР (с 1951).

## Биография
Родился в селе Реджеп-Бакши (ныне — Кёнеургенчский этрап Дашогузского велаята Туркмении). Сын пастуха.
С 10 лет батрачил. В 1923 году попал в плен к басмаческой банде Джунаид-хана, спустя 6 месяцев освобожден частями РККА.
В 1925 году вступил в комсомол. С 1927 года начал учиться в интернате в Геок-Тепе, в 1927—1930 гг. обучался на Ашхабадском рабфаке. После работал на руководящих профсоюзных и государственных должностях.
В 1929 году вступил в ВКП(б).
В 1934—1936 гг. учился в МИФЛИ, окончив 2 курса института, выбыл «по болезни» в Туркмению. Работал преподавателем вуза, читал курс истории народов СССР.
В мае 1938 года репрессирован. 9 месяцев находился в тюрьме. После освобождения в 1939 году окончил исторический факультет Ашхабадского педагогического института.
С 1942 года заведовал кафедрой марксизма-ленинизма Ташаузского учительского института. В том же году стал кандидатом исторических наук. В 1947 г. защитил докторскую диссертацию, стал первым из туркмен удостоенных этой степени в своей специальности.
В 1947—1948 гг. — заместитель председателя Президиума Туркменского филиала АН СССР.
В 1951 году в журнале ЦК ВКП(б) «Большевик» была опубликована статья О. Шихмурадова и А. Чугаева «Против проявлений национализма в освещении вопросов истории», в которой монография Г.Непесова «Победа советского строя в Северном Туркменистане» была обвинена в «буржуазном национализме» . Позже, этот вопрос рассматривался на пленуме ЦК КП(б) Туркмении. В марте 1952 г. Г.Непесов был исключен из ВКП(б), выведен из состава действетительных членов АН Туркменской ССР, лишен стенени доктора исторических наук и звания профессора. Некоторое время оставался безработным, затем работал переводчиком в радиокомитете.
В ноябре 1955 г. восстановлен в партии; в 1959 г. Г.Непесову были возвращены учёная степень и звания, а в середине 1960-х звание академика АН Туркменской ССР. Позже, работал заведующим кафедры истории СССР Каракалпакского педагогического института.

## Избранные труды
- Хивинская народная революция в 1917—1920 гг.
- Победа советского строя в районах хивинских туркмен (1917—1936 гг.)
- Победа советского строя в Северном Туркменистане (1917—1936). Ашхабад, 1950;
- Великий Октябрь и народные революции 1920 года в Северном и Восточном Туркменистане. Ашхабад, 1958;
- Из истории хорезмской революции 1920—1924 гг. Ташкент, 1962;
- Роль трудящихся Каракалпакии в Хорезмской народной советской революции 1920—1924 гг. Нукус, 1964;
- Помощь старшего брата. На материалах Каракалпакской АССР, Хорезма и Туркменской ССР. Нукус, 1968;
- Великий Октябрь и победа народной революции в Хорезме. Ташкент, 1971 (общ. ред.).